# Aberració de la llum
|  | Per a altres significats, vegeu «Aberració». |

L'efecte de l'aberració de la llum: la posició aparent d'un estel depèn de la velocitat de la Terra.

L'arribada d'un raig de llum, en el sistema de referència de la font emissora (l'estel) i el de la Terra

S'anomena aberració de la llum o aberració de Bradley a la diferència entre la posició observada d'una estrella i la seva posició real, a causa de la combinació de la velocitat de l'observador i la velocitat finita de la llum.
El 1725, James Bradley, llavors professor de la càtedra Saviliana d'Astronomia a la Universitat d'Oxford, va intentar mesurar la distància a una estrella observant la seva orientació en dos diferents èpoques de l'any (paral·laxi). La posició de la Terra canvia mentre orbitava al voltant del Sol i, per tant, proporciona una gran línia de base per a la triangulació de l'estrella. Per la seva sorpresa, va trobar que les estrelles fixes mostraven un moviment sistemàtic aparent, relacionat amb la direcció del moviment de la Terra a la seva òrbita que no depenia, com s'havia anticipat, de la posició de la Terra a l'espai.
El descobriment de Bradley, l'anomenada aberració estel·lar, és anàloga a la situació que es produeix quan cauen gotes de pluja. Una gota de pluja, encara que viatgi verticalment respecte a un observador en repòs a la terra, aparentment canviarà el seu angle d'incidència quan l'observador està en moviment. D'aquesta manera, un model corpuscular de la llum podria explicar l'aberració estel·lar molt fàcilment. D'altra banda, la teoria ondulatòria també ofereix una explicació satisfactòria, sempre que l'èter romangui totalment quiet quan la Terra el solca.
Atès que en la seva rotació al voltant del Sol la Terra es mou en sentits oposats en diferents èpoques de l'any, l'aberració de la llum es produeix, per cada estel, també en sentits oposats. La diferència màxima entre la posició observada i la posició real d'un astre arriba a un màxim de 20.47 segons d'arc denominant  constant d'aberració.
Un cop conegut l'efecte de l'aberració de la llum, es pot sostraure de la resta de la variació aparent de la posició d'un estel al llarg de l'any i el que queda és la variació deguda al canvi de posició de la Terra. Aquest moviment restant és la paral·laxi anual de l'estel (més gran com més a prop estigui l'estel) i es pot fer servir per calcular la distància a l'estel fent servir trigonometria, i definint amb aquesta base la unitat de distància interestel·lar: el parsec; definit com la distància a la qual està un astre que presenta una paral·laxi anual d'un segon d'arc, i equivalent a 3,2616 anys llum.
Atès que la magnitud de l'aberració de la llum depèn de la relació entre la velocitat de la Terra i la velocitat de la llum, i que la velocitat de la Terra depèn bàsicament de la mida de la seva òrbita al voltant del Sol, es pot fer servir l'aberració de la llum per estimar la velocitat de la llum a partir d'una estimació de la mida de l'òrbita terrestre. Amb les estimacions del seu temps, Bradley va calcular una velocitat de la llum de 283.000 km/s, una mica més baixa que el valor acceptat actualment però millor que l'estimació d'Ole Rømer d'unes dècades abans.
Per aberració també es coneix el conjunt de defectes òptics que poden presentar un sistema òptic. Pot ser cromàtica (depenent de la longitud d'ona) o acromàtica. Entre les aberracions més comunes hi ha l'aberració esfèrica, el coma i l'astigmatisme.